# Ferrovia Echigo Tokimeki
La Ferrovia Echigo TOKImeki (えちごトキめき鉄道?, Echigo Tokimeki Tetsudō), a volte abbreviata in ETR o Tokitetsu, è una compagnia ferroviaria giapponese del terzo settore, con sede nella città di Jōetsu, che gestisce due linee ferroviarie a sud della prefettura di Niigata.
I principali azionisti della società sono la prefettura di Niigata, la città di Jōetsu, la città di Itoigawa e la città di Myōkō.

## Storia
La società è stata fondata il 22 novembre 2010 per gestire servizi ferroviari passeggeri quando alcune sezioni della linea principale Shin'etsu della JR East e della linea principale Hokuriku della JR West all'interno della prefettura di Niigata sono state separate dai rispettivi operatori del gruppo JR nel marzo 2015, in concomitanza con l'apertura dell'estensione dell'Hokuriku Shinkansen da Nagano a Kanazawa.
Il 1º luglio 2012 il nome della società è stato cambiato in Ferrovia Echigo TOKImeki. Il 28 febbraio 2014 la società ha ottenuto formalmente una licenza operativa ferroviaria dal Ministero del territorio, delle infrastrutture, dei trasporti e del turismo.
Il 14 marzo 2015, con l'apertura dell'estensione dell'Hokuriku Shinkansen, parte delle linee Hokuriku e Shin'Etsu sono state trasferite ad altre compagnie. La Ferrovia Echigo TOKImeki rileva la sezione tra Ichiburi - Naoetsu, ribattezzandola linea Nihonkai Hisui, e la sezione Myōkō-Kōgen - Naoetsu, ribattezzola linea Myōkō Haneuma.

## Linee ferroviarie
Dal 14 marzo 2015, la ferrovia Echigo Tokimeki gestisce le operazioni passeggeri locali su due linee: 10 stazioni sulla linea Myōkō Haneuma di 37,7 km (precedentemente parte della linea principale Hokuriku della JR West) tra Myōkō-Kōgen e Naoetsu, e 13 stazioni sulla linea Nihonkai Hisui di 59,3 km (precedentemente parte della linea principale Shin'etsu della JR East) tra Naoetsu e Ichiburi.
- ■ Linea Nihonkai Hisui (日本海ひすいライン?): Ichiburi - Naoetsu (59,3 km, 13 stazioni)
- ■ Linea Myōkō Haneuma (妙高はねうまライン?): Myōkō-Kōgen - Naoetsu (37,7 km, 10 stazioni)

## Materiale rotabile
L'azienda dispone di tre tipologie di treno:
alimentato termicamente
- Serie ET122: questi treni sono basati sulla serie JR West KiHa 122
- Serie ET122-1000: versione modificata della serie ET122 per operare sul treno turistico Echigo Tokimeki Resort Setsugekka[3][4][5]. Questo treno ha vinto il Premio Laurel nel 2017[6].

alimentato elettricamente
- Serie ET127: questi treni originariamente appartenevano a JR East come serie E127

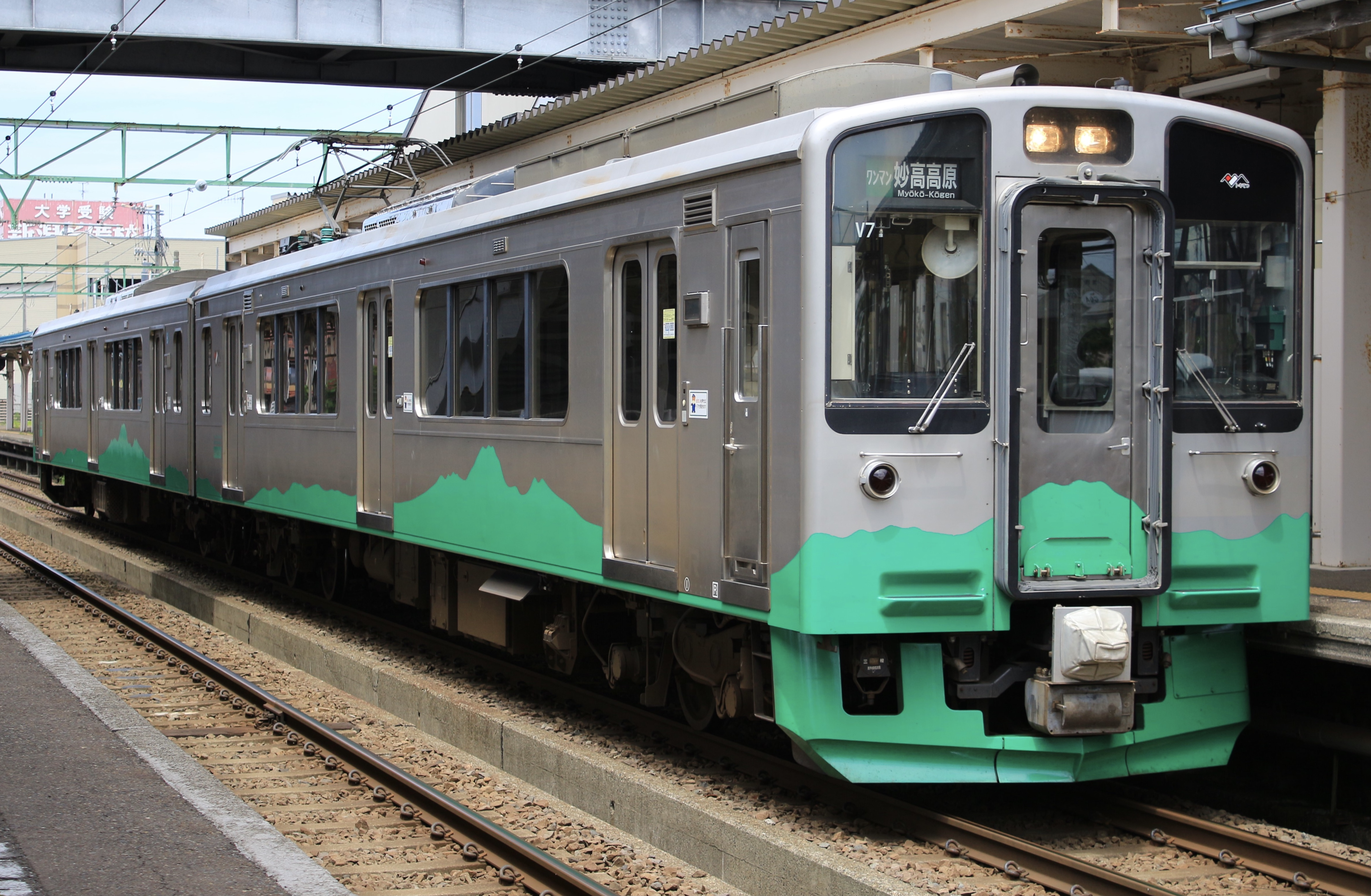
Serie ET127
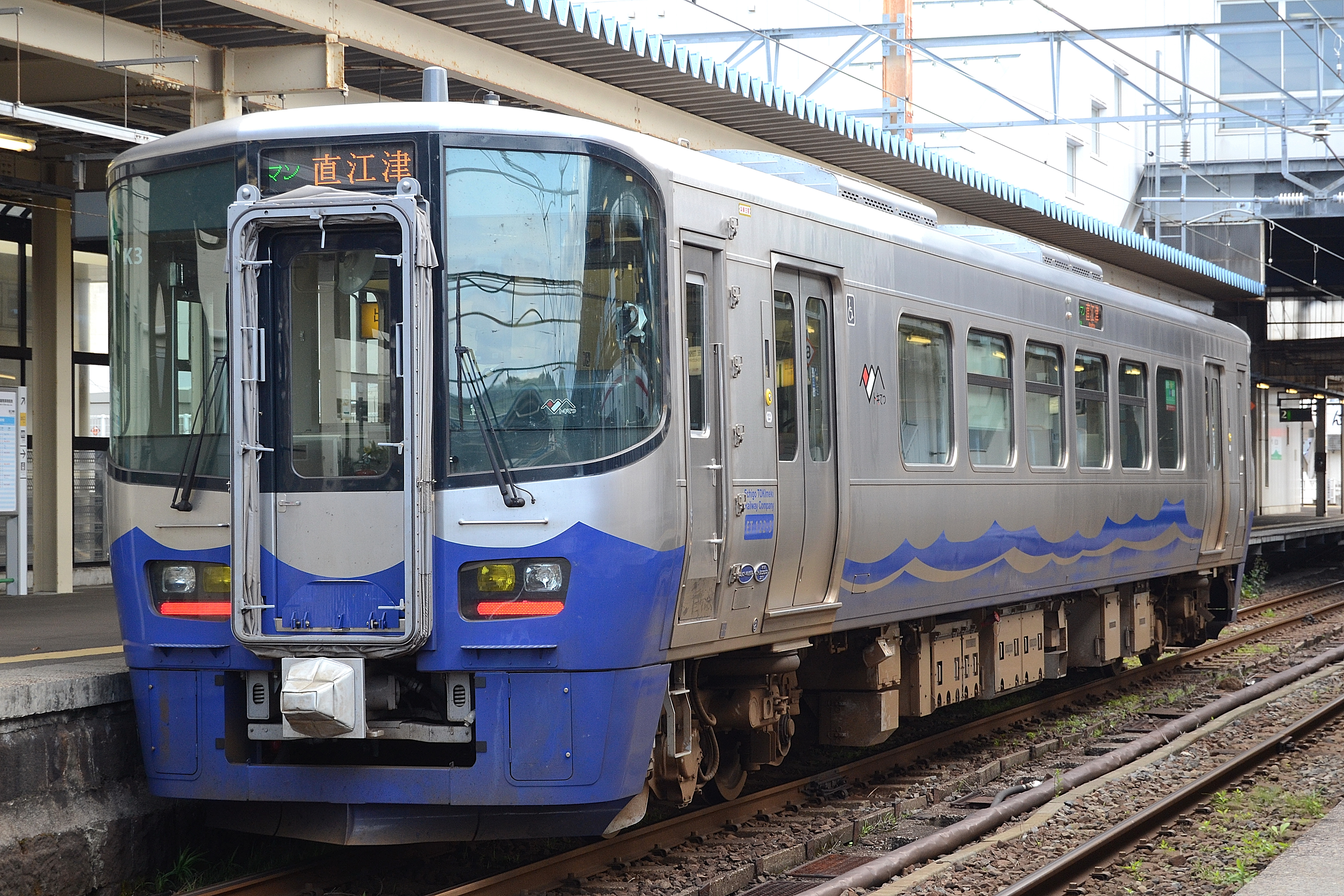
Serie ET122
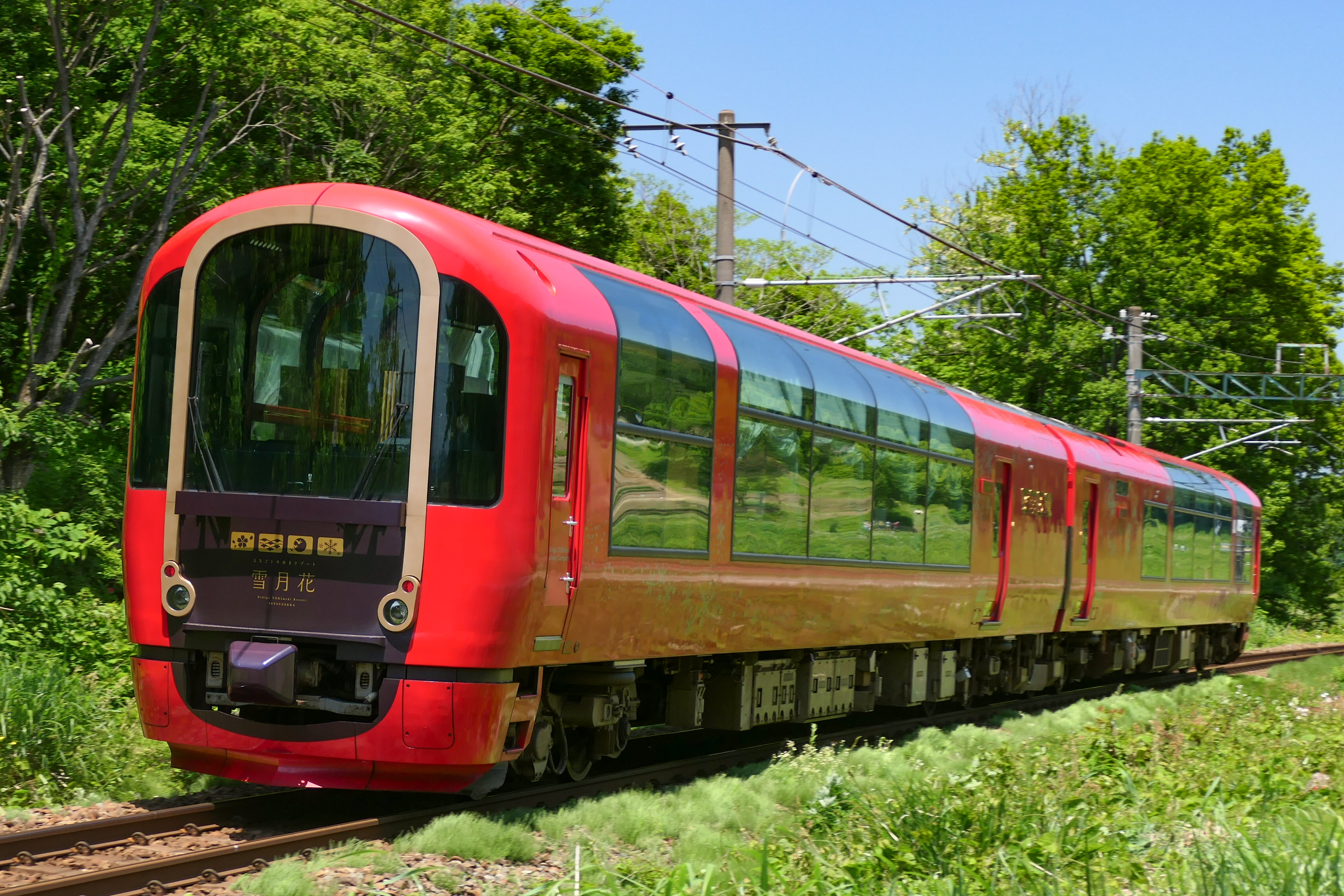
Serie ET122 (treno turistico Echigo Tokimeki Resort Setsugekka)
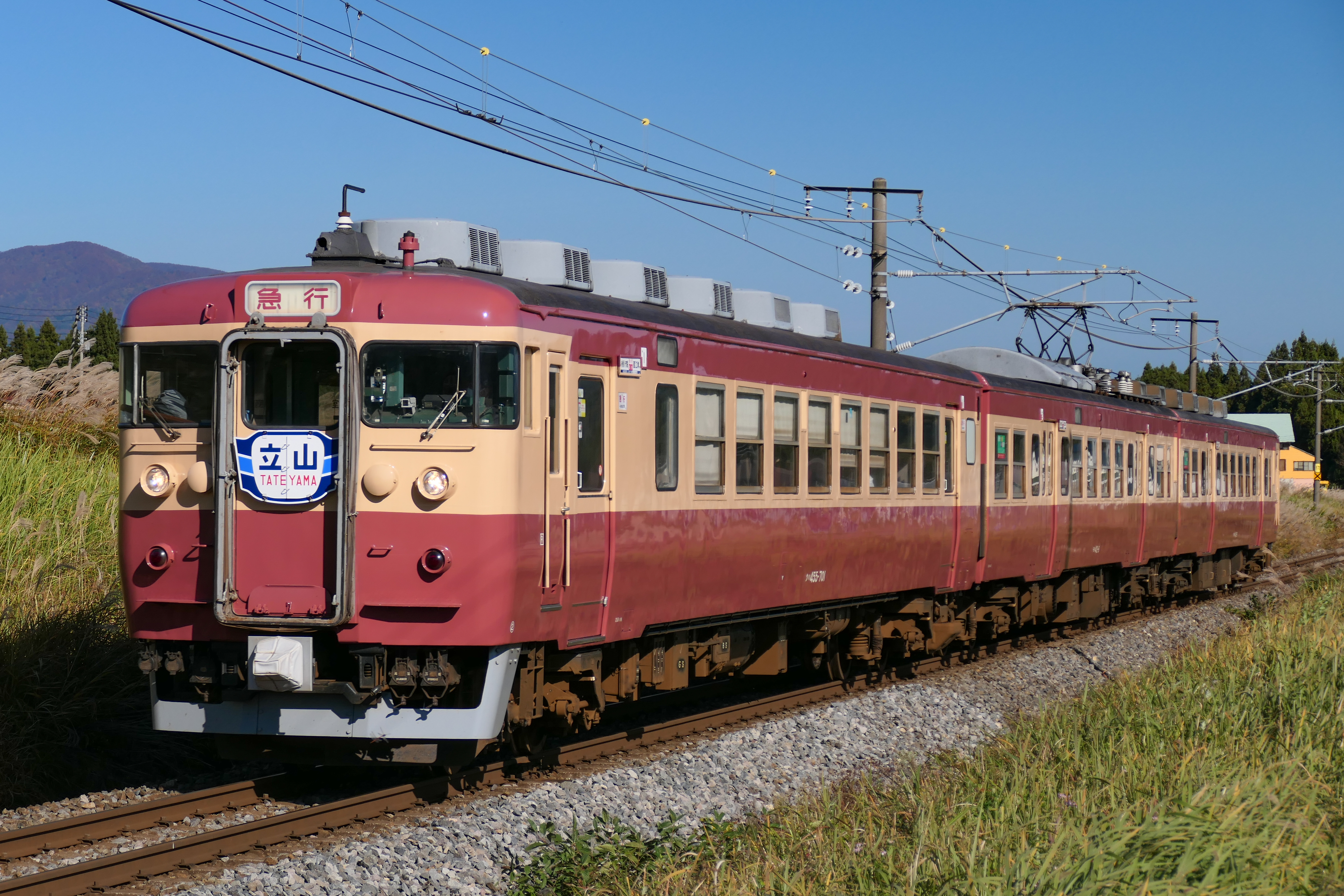
Serie 455 - Serie 413